# Вратница
Вратница (мкд. Вратница) је насеље у Северној Македонији, у северo-западном делу државе. Вратница припада општини Јегуновце.

## Географија
Насеље Вратница је смештено у северном делу Северне Македоније, близу државне границе са Србијом (5 km североисточно од насеља). Од најближег већег града, Тетова, насеље је удаљено 21 km североисточно.
Вратница се налази у доњем делу историјске области Полог. Насеље је положено на северном ободу Полошког поља. Јужно насеља се пружа поље, а северно и западно се издиже Шар-планина са врхом љуботен. Надморска висина насеља је приближно 720 метара.
Клима у насељу је умерено континентална.

## Историја
Вратница је веома старо село. Први записи постоје из 15. века где се помиње село са 59 српских кућа. Вратница убрзо постаје велико село испод шар-планине. Ту је 1923-1927. године подигнута православна црква посвећена Св. Петки. Храм је изграђен прилозима побожног народа, међу којим и много мештана - печалбара из Америке и Румуније. Црква је направљена на једном пропланку, монументална је (види се из велике даљине) а иконостас је осликао Димитрије Андоновић. Било је то у време месног пароха, поп Видоја Крстића и сеоског кнеза Спаса Смиљковића. Око цркве су се највише трудили мештани Гого Михаиловић, Гого Антић и Цветко Ђорђевић. Црква је комплетно завршена и опремљена и освећена јуна 1933. године.
То је било једно од најстаријих места у Пологу, са 160 домаћинстава. Оно је страдало - спаљено са црквом, од стране Турака, у време Велике сеобе Срба под Патријархом Чарнојевићем. Срби повратници подигли су изнова куће и цркву која је до ослобођења 1918. године била сасвим дотрајала. Од одласка Турака, након последњег рата поред цркве изграђена је и школа.

## Демографија
Вратница је према последњем попису из 2002. године имало 505 становника.
Претежно становништво у насељу су етнички Македонци (95%), а остало су махом Срби.
Већинска вероисповест је православље.
- Општина Јегуновце

## Порекло становништва по родовима
- Костанећевци (26 к., Петковдан). Досељени крајем 18. века из Камене Главе код Урошевца. Двојица браћа Коста и Урош су побегли од освете и дошли са сестром у Вратницу око 1770 год. Костанећевци добили су име по селу Коштањево у Сиринићкој жупи, данас село са потпуном албанском становништвом. У Коштањеву били су старинци. Костанећевци припадаји хаплогрупи Е-V13.
- Степановци (22 к., Петковдан). Стари досељеници са Косова и сматрају се најстаријим родoм. Њихов родоначелник Степан рођен је око 1560 год. а његов деда Никола рођен је око 1490 год. Степановци и Мојсићевци дали су прве печалбаре за Северну и Јужну Америку. Степановци такође има у сусесдном селу Беловишту. Тамо славе Св. Николу. Припадају хаплогрупи Ј1-P58. Према истраживанњу друштва ПОРЕКЛО из Београда најближи род Степановаца долази из Старе Херцеговине.
- Станисавци (6 к., Петковдан). Они су грана рода Степановци
- Коећевци (24 к., Аранђеловдан). Досељени из Врбовца крај Витине. Први Досељеник је био Никола Којић који дошао у Вратницу око 1830 год. бежећи од турске освете.  Никола се оженио са једном девојком из рода Данећевци са којом добија четири сина. Узео је за славу Св. Аранђела и дао свом првом сину име Андрија у знак сећања на стару славу Андријевдан који се и дан данас слави у Врбовцу. Којићи су старином из села Реткоцера код Лесковца одакле су прешли у Врбовцу. То се десило у 15. или 16. веку. Стари Коећевце памте сусрете са рођацима из Врбовца када су ишли на пијацу у Урошевцу и Витини. Овај род и Којићи из Врбовца припадају хаплогрупи I2-PH908.
- Машкоћевци (16 к., Петковдан). Досељени из Готовуше у Сиринићкој жупи. Први досељеник Машко дошао у Вратницу преко шаре и нашао посао у роду Папуџини. Оженио се са девојком из тог рода и основао свој род Машкоћевци.
- Длабочани (8 к., Св. Никола). Досељени из Глобочицe у Качаначкој Клисури. Приви досељеници Ђуро и Вељко дошли су у Вратницу око 1820. год плашећи се од освете због Ђурове сестре која се потурчила. Они су у Глобочици живели у сред села. Данас у том селу више нема срба. Длабочани припадају хаплогрупи I2-Y3120.
- Мојсићевци (7 к., Петковдан). Стари досељеници из призренског краја. Презиме Мојсић и дан данас је присутно међу призренским србима. Припадају Хаплогрупи Е-V13.
- Папуџини (11 к., Св. Никола). Стари досељеници из села Копачин Дол код Скопља. Даља старина им је у неком селу у Скопској Црној Гори. Припадају Хаплогрупи Е-V13.
- Крагуљевци (9 к., Св. Никола). Грана рода Папуџини. Такође припадају хаплогрупи Е-V13.
- Шишковци (18 к., Св. Никола). Досељеници из Љуме у данашној Албанији. Шишко је био слуга у роду Степанонвци оженио се и остао у Вратници. У Љуми данас више нема Срба.
- Тодоровци (8 к., Петковдан) били некад један род са Степановцима па се касније одвојили и створили свој род. Славе исту славу као Степановци.
- Данећевци (8 к., Митровдан) / Доброћевци (3 к. Митровдан). Досељеници из Котлине у Качаничкој клисури. Даље порекло из Берана, Црна Гора. Дошли су у Вратницу почетком 19. века. Чувају предање о њиховом пореклу до данас и певају црногорске песме на славама.
- Ивановци (1 к., Митровдан). Досељеници из села Иваје у Качаничкој клисури. У Иваји су раније живели стариначки српски родови. Они су се касније потпуно иселили, јер су се ту и у околна села почели досељавати муслимани пореклом из Арбаније.
- Дабоћевци (7 к., Св. Никола). Досељеници из суседног села Јажинце. Данас у Јажинцу више нема срба.
- Голомевци (7 к., Св. Ђорђе Посни) су непознате старине
- Васиљевци (10 к., Аранђеловдан) су непознате старине
- Маџићевци (3 к., Св. Никола). Досељеници из суседног сада албанског села Орашје. Тамо су живела три брата. Од њних један се потурчио и остао у Орашју, други је прешао у Старо Село а трећи је дошао у Вратницу.
- Пејовци (5 к., Петковдан). Досељени из суседног Нерашта. Једна њихова грана одселила се у Кучкову крај Скопља а друга је остала у Нерашту и примила исламску веру. Нераште је данас велико село са потпуном албанском становништвом.